# Bitonalität
Bitonalität ist ein Begriff aus der Musik und bezeichnet die gleichzeitige 
Verwendung von zwei Tonarten. Sie ist die häufigste Art der Polytonalität (polys = viel), die begrifflich auch die gleichzeitige Verwendung von mehr als zwei Tonarten einschließt. 
Ein bekanntes Beispiel für Bitonalität ist die Fanfare am Beginn von Igor Strawinskys Ballet Petruschka. Die beiden Klarinetten spielen gleichzeitig eine nahezu identische Melodie. Nur spielt die erste in C-Dur und die zweite in Fis-Dur:
Bitonalität wird zwar oft im Zusammenhang mit der atonalen Musik erwähnt, jedoch fußt die Verwendung ganz auf der Funktionstheorie und damit dem harmonikalen Zusammenhang von Tonarten und der Kadenz. Erst die völlig freie Verwendung von Akkorden und die Schichtung von mehreren Tonarten bzw. vielen Einzeltönen übereinander (was zu einem Cluster führt) im 20. Jahrhundert, löst den Begriff von seinem historischen Zusammenhang. Siehe auch Upper Structure.
Bitonalität entstand im Zuge der Erweiterung der funktionalen Harmonik in der Spätromantik des 19. Jahrhunderts. Vor allem in Werken von Richard Strauss findet man harmonische Verbindungen, die sich aus der Funktionsharmonik kaum erklären lassen, aber dennoch in einem tonalen Zusammenhang platziert sind (Beispiel: die Oper Salome). Sie sind vor allem aufgrund von emotionaler Wirkung auskomponiert. Diese Wendungen, die noch entfernt im harmonikalen Zusammenhang (oft fragwürdig) als Medianten bezeichnet werden, finden sich auch in Werken von Franz Schreker, Erich Wolfgang Korngold, Alexander von Zemlinsky sowie in der 1911 komponierten Kantate von Joseph Marx, „Herbstchor an Pan“, und sogar bereits in dessen frühen Liedern aus den Jahren 1905–08.
„Echte“ bitonale Stücke finden sich im Klavierschaffen von Claude Debussy, später bei Charles Koechlin und Charles Ives. Ein sehr gutes Beispiel sind einige Stücke aus dem „Mikrokosmos“ von Béla Bartók, in dem jeweils für die rechte und linke Hand unterschiedliche Vorzeichen notiert sind. Frühere Beispiele, wie Wolfgang Amadeus Mozarts Ein musikalischer Spaß, nutzen die Technik wohl wegen eines komischen Effekts.
Im Klangergebnis sind in der Bitonalität die beiden Tonarten vom Gehör klar zu unterscheiden. Je nachdem, wie weit diese im Quintenzirkel voneinander entfernt sind und gemeinsame Töne beinhalten, entsteht eine mehr tonale oder atonale Empfindung beim Hören. 
Die Werke von Ives und Koechlin schließlich wenden sich vom tonalen Zusammenhang ab, Koechlin nutzt das Nebeneinander verschiedener Tonarten, um warme, impressionistische Farben zu erzeugen, Ives dagegen hat die raumakustische Wirkung von mehreren aufeinander zu musizierenden Blaskapellen fasziniert.
Seit dem Hardbop im Jazz werden Melodien oft im Abstand von reinen Quarten geführt (ebenso schon bei Wagner). Das bedeutet, dass sie streng genommen in zwei Tonarten gespielt werden. Andererseits kann man sie so führen, dass sie niemals eine übermäßige Quarte (Tritonus) bilden, z. B.:
f - g - a - b - c - d - e - f
c - d - e - f - g - a - h - c
so befindet man sich eigentlich in keiner Tonart, und spielt atonal.
Andererseits kann man mehr Halbtöne spielen und befindet sich schon fast in einer Bluestonart:
f - g - a - b - h - c - d - e - f
c - d - e - f -fis- g - a - h - c
oder
f - g - a - b - h - c - d - es- e - f
c - d - e - f -fis- g - a - b - h - c
Im Jazz wird einiges davon in der Quartenharmonik behandelt.